# Christian Thompson
Christian Thompson (North Lauderdale, 14 giugno 1990) è un giocatore di football americano statunitense che gioca nel ruolo di safety nella National Football League (NFL) e dal 2013 è free agent. Fu scelto nel corso del quarto giro (130º assoluto) del Draft NFL 2012 dai Baltimore Ravens. Al college ha giocato a football a South Carolina State e Auburn.

## Carriera professionistica

### Baltimore Ravens
Il 28 aprile 2012, Thompson fu scelto nel corso del quarto giro del Draft 2012 dai Ravens. Nella sua prima stagione scese in campo sette volte, nessuna delle quali come titolare, senza far registrare alcuna statistica. I Ravens nei playoff eliminarono nell'ordine Indianapolis Colts, Denver Broncos e New England Patriots e vinsero il Super Bowl XLVII contro i San Francisco 49ers.
Il 1º ottobre 2013, Thompson fu svincolato dai Ravens.

## Palmarès
- Super Bowl : 1

Baltimore Ravens: Super Bowl XLVII
- American Football Conference Championship: 1

Baltimore Ravens: 2012

## Statistiche
| Partite totali      | 7 |
| Partite da titolare | 0 |
| Tackle totali       | 0 |
| Sack                | 0 |
| Intercetti          | 0 |

Statistiche aggiornate alla stagione 2013